# Helmholtzia
Helmholtzia là một chi thực vật có hoa trong họ Philydraceae. Nó bao gồm các loài bản địa Australia (New South Wales và Queensland), Indonesia (tỉnh Maluku), và New Guinea.
Chi này được nhà thực vật học Ferdinand von Mueller đặt tên theo Hermann von Helmholtz, một bác sĩ kiêm nhà vật lý người Đức.

## Các loài[3]
1. Helmholtzia acorifolia F.Muell. - đông bắc Queensland
2. Helmholtzia glaberrima (Hook.f.) Caruel - khu vực núi Warning ở đông nam Queensland + đông bắc New South Wales
3. Helmholtzia novoguineensis (K.Krause) Skottsb. - New Guinea, Maluku